# Ray Wilson
Ramon Wilson, detto Ray (Shirebrook, 17 dicembre 1934 – Huddersfield, 15 maggio 2018), è stato un calciatore e allenatore di calcio inglese, di ruolo difensore. Campione del Mondo con l'Inghilterra nel 1966.

## Carriera

### Club
Wilson iniziò a giocare a calcio nella squadra della sua scuola, in seguito fu notato da un osservatore dell'Huddersfield Town che lo portò nella squadra inglese. Iniziò a lavorare di notte ed allenarsi di giorno, questa combinazione però si interruppe quando fu chiamato al Servizio Militare. Dopo di due anni, tornò all'Huddersfield con il quale debuttò nel 1955 in una partita contro il Manchester United.
Nel 1964 si trasferì dall'Huddersfield all'Everton.
Un infortunio alle ginocchia subito nell'estate del 1968 fece iniziare il suo declino. Continuò a lottare ma nel 1969 fu ceduto all'Oldham Athletic. Si ritirò nel 1971 dopo un'ultima stagione giocata nel Bradford City.

### Nazionale
Nell'aprile del 1960 debuttò nella Nazionale Inglese pareggiando 1–1 contro la Scozia. Nei 12 mesi seguenti diventò titolare e venne convocato per i Mondiali del 1962 in Cile, dove la compagine inglese fu eliminata ai quarti dai brasiliani.

#### I Mondiali del 1966
Venne convocato dalla Federazione Inglese anche ai Mondiali di calcio del 1966. Nel cammino che portò alla finale e, successivamente, alla coppa, l'Inghilterra dovette affrontare Uruguay, Francia e Messico nel girone eliminatorio, l'Argentina ai quarti ed il Portogallo in semifinale, che fu anche la sua 50ª partita con la casacca inglese. La finale venne giocata allo Stadio Wembley contro la Germania Occidentale e venne vinta dagli inglesi per 4-2 ai supplementari.
Ramsey continuò a selezionarlo nell'Inghilterra che si qualificò per gli Europei 1968, dove arrivò fino alle semifinali. Per lui la 63ª e ultima partita con la nazionale Inglese, fu la finale per il terzo posto vinta contro l'URSS.
L'infortunio alle ginocchia del 1968 fece finire la sua carriera con la nazionale Inglese.

### Dopo il ritiro
Subito dopo il suo ritiro divenne allenatore, seppur per poco tempo, dello stesso Bradford City con cui aveva giocato l'anno precedente. Dal 1997 vive ad Halifax, dove, dopo aver gestito un'agenzia di pompe funebri, gode di una vita privata tranquilla.

## Statistiche

### Cronologia presenze e reti in nazionale
| Cronologia completa delle presenze e delle reti in nazionale ― Inghilterra | Cronologia completa delle presenze e delle reti in nazionale ― Inghilterra | Cronologia completa delle presenze e delle reti in nazionale ― Inghilterra | Cronologia completa delle presenze e delle reti in nazionale ― Inghilterra | Cronologia completa delle presenze e delle reti in nazionale ― Inghilterra | Cronologia completa delle presenze e delle reti in nazionale ― Inghilterra | Cronologia completa delle presenze e delle reti in nazionale ― Inghilterra | Cronologia completa delle presenze e delle reti in nazionale ― Inghilterra |
| Data                                                                       | Città                                                                      | In casa                                                                    | Risultato                                                                  | Ospiti                                                                     | Competizione                                                               | Reti                                                                       | Note                                                                       |
| -------------------------------------------------------------------------- | -------------------------------------------------------------------------- | -------------------------------------------------------------------------- | -------------------------------------------------------------------------- | -------------------------------------------------------------------------- | -------------------------------------------------------------------------- | -------------------------------------------------------------------------- | -------------------------------------------------------------------------- |
| 9-4-1960                                                                   | Glasgow                                                                    | Scozia                                                                     | 1 – 1                                                                      | Inghilterra                                                                | Torneo Interbritannico 1959                                                | -                                                                          |                                                                            |
| 11-5-1960                                                                  | Londra                                                                     | Inghilterra                                                                | 3 – 3                                                                      | Jugoslavia                                                                 | Amichevole                                                                 | -                                                                          |                                                                            |
| 15-5-1960                                                                  | Madrid                                                                     | Spagna                                                                     | 3 – 0                                                                      | Inghilterra                                                                | Amichevole                                                                 | -                                                                          |                                                                            |
| 22-5-1960                                                                  | Budapest                                                                   | Ungheria                                                                   | 2 – 0                                                                      | Inghilterra                                                                | Amichevole                                                                 | -                                                                          |                                                                            |
| 14-10-1961                                                                 | Cardiff                                                                    | Galles                                                                     | 1 – 1                                                                      | Inghilterra                                                                | Torneo Interbritannico 1961                                                | -                                                                          |                                                                            |
| 25-10-1961                                                                 | Londra                                                                     | Inghilterra                                                                | 2 – 0                                                                      | Portogallo                                                                 | Qual. Mondiali 1962                                                        | -                                                                          |                                                                            |
| 22-11-1961                                                                 | Londra                                                                     | Inghilterra                                                                | 1 – 1                                                                      | Irlanda del Nord                                                           | Torneo Interbritannico 1961                                                | -                                                                          |                                                                            |
| 4-4-1962                                                                   | Londra                                                                     | Inghilterra                                                                | 3 – 1                                                                      | Austria                                                                    | Amichevole                                                                 | -                                                                          |                                                                            |
| 14-4-1962                                                                  | Glasgow                                                                    | Scozia                                                                     | 2 – 0                                                                      | Inghilterra                                                                | Torneo Interbritannico 1961                                                | -                                                                          |                                                                            |
| 9-5-1962                                                                   | Londra                                                                     | Inghilterra                                                                | 3 – 1                                                                      | Svizzera                                                                   | Amichevole                                                                 | -                                                                          |                                                                            |
| 20-5-1962                                                                  | Lima                                                                       | Perù                                                                       | 0 – 4                                                                      | Inghilterra                                                                | Amichevole                                                                 | -                                                                          |                                                                            |
| 31-5-1962                                                                  | Rancagua                                                                   | Inghilterra                                                                | 1 – 2                                                                      | Ungheria                                                                   | Mondiali 1962 - 1º turno                                                   | -                                                                          |                                                                            |
| 2-6-1962                                                                   | Rancagua                                                                   | Argentina                                                                  | 1 – 3                                                                      | Inghilterra                                                                | Mondiali 1962 - 1º turno                                                   | -                                                                          |                                                                            |
| 7-6-1962                                                                   | Rancagua                                                                   | Bulgaria                                                                   | 0 – 0                                                                      | Inghilterra                                                                | Mondiali 1962 - 1º turno                                                   | -                                                                          |                                                                            |
| 10-6-1962                                                                  | Viña del Mar                                                               | Brasile                                                                    | 3 – 1                                                                      | Inghilterra                                                                | Mondiali 1962 - Quarti di finale                                           | -                                                                          |                                                                            |
| 3-10-1962                                                                  | Sheffield                                                                  | Inghilterra                                                                | 1 – 1                                                                      | Francia                                                                    | Qual. Euro 1964                                                            | -                                                                          |                                                                            |
| 20-10-1962                                                                 | Belfast                                                                    | Irlanda del Nord                                                           | 1 – 3                                                                      | Inghilterra                                                                | Torneo Interbritannico 1962                                                | -                                                                          |                                                                            |
| 8-5-1963                                                                   | Londra                                                                     | Inghilterra                                                                | 1 – 1                                                                      | Brasile                                                                    | Amichevole                                                                 | -                                                                          |                                                                            |
| 29-5-1963                                                                  | Bratislava                                                                 | Cecoslovacchia                                                             | 2 – 4                                                                      | Inghilterra                                                                | Amichevole                                                                 | -                                                                          |                                                                            |
| 2-6-1963                                                                   | Lipsia                                                                     | Germania Est                                                               | 1 – 2                                                                      | Inghilterra                                                                | Amichevole                                                                 | -                                                                          |                                                                            |
| 5-6-1963                                                                   | Basilea                                                                    | Svizzera                                                                   | 1 – 8                                                                      | Inghilterra                                                                | Amichevole                                                                 | -                                                                          |                                                                            |
| 12-10-1963                                                                 | Cardiff                                                                    | Galles                                                                     | 0 – 4                                                                      | Inghilterra                                                                | Torneo Interbritannico 1963                                                | -                                                                          |                                                                            |
| 23-10-1963                                                                 | Londra                                                                     | Inghilterra                                                                | 2 – 1                                                                      | Resto del Mondo                                                            | Amichevole                                                                 | -                                                                          |                                                                            |
| 11-4-1964                                                                  | Glasgow                                                                    | Scozia                                                                     | 1 – 0                                                                      | Inghilterra                                                                | Torneo Interbritannico 1963                                                | -                                                                          |                                                                            |
| 6-5-1964                                                                   | Londra                                                                     | Inghilterra                                                                | 2 – 1                                                                      | Uruguay                                                                    | Amichevole                                                                 | -                                                                          |                                                                            |
| 17-5-1964                                                                  | Oeiras                                                                     | Portogallo                                                                 | 3 – 4                                                                      | Inghilterra                                                                | Amichevole                                                                 | -                                                                          |                                                                            |
| 24-5-1964                                                                  | Dublino                                                                    | Irlanda                                                                    | 1 – 3                                                                      | Inghilterra                                                                | Amichevole                                                                 | -                                                                          |                                                                            |
| 27-5-1964                                                                  | New York                                                                   | Stati Uniti                                                                | 0 – 10                                                                     | Inghilterra                                                                | Amichevole                                                                 | -                                                                          |                                                                            |
| 30-5-1964                                                                  | Rio de Janeiro                                                             | Brasile                                                                    | 5 – 1                                                                      | Inghilterra                                                                | Amichevole                                                                 | -                                                                          |                                                                            |
| 4-6-1964                                                                   | San Paolo                                                                  | Inghilterra                                                                | 1 – 1                                                                      | Portogallo                                                                 | Amichevole                                                                 | -                                                                          |                                                                            |
| 6-6-1964                                                                   | Rio de Janeiro                                                             | Argentina                                                                  | 1 – 0                                                                      | Inghilterra                                                                | CN                                                                         | -                                                                          |                                                                            |
| 10-4-1965                                                                  | Londra                                                                     | Inghilterra                                                                | 2 – 2                                                                      | Scozia                                                                     | Torneo Interbritannico 1964                                                | -                                                                          |                                                                            |
| 5-5-1965                                                                   | Londra                                                                     | Inghilterra                                                                | 1 – 0                                                                      | Ungheria                                                                   | Amichevole                                                                 | -                                                                          |                                                                            |
| 9-5-1965                                                                   | Belgrado                                                                   | Jugoslavia                                                                 | 1 – 1                                                                      | Inghilterra                                                                | Amichevole                                                                 | -                                                                          |                                                                            |
| 12-5-1965                                                                  | Norimberga                                                                 | Germania Ovest                                                             | 0 – 1                                                                      | Inghilterra                                                                | Amichevole                                                                 | -                                                                          |                                                                            |
| 16-5-1965                                                                  | Göteborg                                                                   | Svezia                                                                     | 1 – 2                                                                      | Inghilterra                                                                | Amichevole                                                                 | -                                                                          |                                                                            |
| 2-10-1965                                                                  | Cardiff                                                                    | Galles                                                                     | 0 – 0                                                                      | Inghilterra                                                                | Torneo Interbritannico 1965                                                | -                                                                          |                                                                            |
| 20-10-1965                                                                 | Londra                                                                     | Inghilterra                                                                | 2 – 3                                                                      | Austria                                                                    | Amichevole                                                                 | -                                                                          |                                                                            |
| 10-11-1965                                                                 | Londra                                                                     | Inghilterra                                                                | 2 – 1                                                                      | Irlanda del Nord                                                           | Torneo Interbritannico 1965                                                | -                                                                          |                                                                            |
| 8-12-1965                                                                  | Madrid                                                                     | Spagna                                                                     | 0 – 2                                                                      | Inghilterra                                                                | Amichevole                                                                 | -                                                                          |                                                                            |
| 5-1-1966                                                                   | Liverpool                                                                  | Inghilterra                                                                | 1 – 1                                                                      | Polonia                                                                    | Amichevole                                                                 | -                                                                          |                                                                            |
| 23-2-1966                                                                  | Londra                                                                     | Inghilterra                                                                | 1 – 0                                                                      | Germania Ovest                                                             | Amichevole                                                                 | -                                                                          | 42’                                                                        |
| 4-5-1966                                                                   | Londra                                                                     | Inghilterra                                                                | 2 – 0                                                                      | Jugoslavia                                                                 | Amichevole                                                                 | -                                                                          |                                                                            |
| 26-6-1966                                                                  | Helsinki                                                                   | Finlandia                                                                  | 0 – 3                                                                      | Inghilterra                                                                | Amichevole                                                                 | -                                                                          |                                                                            |
| 3-7-1966                                                                   | Copenaghen                                                                 | Danimarca                                                                  | 0 – 2                                                                      | Inghilterra                                                                | Amichevole                                                                 | -                                                                          |                                                                            |
| 5-7-1966                                                                   | Chorzów                                                                    | Polonia                                                                    | 0 – 1                                                                      | Inghilterra                                                                | Amichevole                                                                 | -                                                                          |                                                                            |
| 11-7-1966                                                                  | Londra                                                                     | Inghilterra                                                                | 0 – 0                                                                      | Uruguay                                                                    | Mondiali 1966 - 1º turno                                                   | -                                                                          |                                                                            |
| 16-7-1966                                                                  | Londra                                                                     | Inghilterra                                                                | 2 – 0                                                                      | Messico                                                                    | Mondiali 1966 - 1º turno                                                   | -                                                                          |                                                                            |
| 20-7-1966                                                                  | Londra                                                                     | Inghilterra                                                                | 2 – 0                                                                      | Francia                                                                    | Mondiali 1966 - 1º turno                                                   | -                                                                          |                                                                            |
| 23-7-1966                                                                  | Londra                                                                     | Inghilterra                                                                | 1 – 0                                                                      | Argentina                                                                  | Mondiali 1966 - Quarti di finale                                           | -                                                                          |                                                                            |
| 26-7-1966                                                                  | Londra                                                                     | Inghilterra                                                                | 2 – 1                                                                      | Portogallo                                                                 | Mondiali 1966 - Semifinale                                                 | -                                                                          |                                                                            |
| 30-7-1966                                                                  | Londra                                                                     | Inghilterra                                                                | 4 – 2 dts                                                                  | Germania Ovest                                                             | Mondiali 1966 - Finale                                                     | -                                                                          |                                                                            |
| 22-10-1966                                                                 | Belfast                                                                    | Irlanda del Nord                                                           | 0 – 2                                                                      | Inghilterra                                                                | Qual. Euro 1968                                                            | -                                                                          |                                                                            |
| 2-11-1966                                                                  | Londra                                                                     | Inghilterra                                                                | 0 – 0                                                                      | Cecoslovacchia                                                             | Amichevole                                                                 | -                                                                          |                                                                            |
| 16-11-1966                                                                 | Londra                                                                     | Inghilterra                                                                | 5 – 1                                                                      | Galles                                                                     | Qual. Euro 1968                                                            | -                                                                          |                                                                            |
| 15-4-1967                                                                  | Londra                                                                     | Inghilterra                                                                | 2 – 3                                                                      | Scozia                                                                     | Qual. Euro 1968                                                            | -                                                                          |                                                                            |
| 27-5-1967                                                                  | Vienna                                                                     | Austria                                                                    | 0 – 1                                                                      | Inghilterra                                                                | Amichevole                                                                 | -                                                                          |                                                                            |
| 22-11-1967                                                                 | Londra                                                                     | Inghilterra                                                                | 2 – 0                                                                      | Irlanda del Nord                                                           | Torneo Interbritannico 1968                                                | -                                                                          |                                                                            |
| 6-12-1967                                                                  | Londra                                                                     | Inghilterra                                                                | 2 – 2                                                                      | Unione Sovietica                                                           | Amichevole                                                                 | -                                                                          |                                                                            |
| 24-2-1968                                                                  | Glasgow                                                                    | Scozia                                                                     | 1 – 1                                                                      | Inghilterra                                                                | Torneo Interbritannico 1968                                                | -                                                                          |                                                                            |
| 3-4-1968                                                                   | Londra                                                                     | Inghilterra                                                                | 1 – 0                                                                      | Spagna                                                                     | Qual. Euro 1968                                                            | -                                                                          |                                                                            |
| 8-5-1968                                                                   | Madrid                                                                     | Spagna                                                                     | 1 – 2                                                                      | Inghilterra                                                                | Qual. Euro 1968                                                            | -                                                                          |                                                                            |
| 5-6-1968                                                                   | Firenze                                                                    | Inghilterra                                                                | 0 – 1                                                                      | Jugoslavia                                                                 | Euro 1968 - 1º turno                                                       | -                                                                          |                                                                            |
| 8-6-1968                                                                   | Roma                                                                       | Inghilterra                                                                | 2 – 0                                                                      | Unione Sovietica                                                           | Euro 1968 - 1º turno                                                       | -                                                                          |                                                                            |
| Totale                                                                     |                                                                            | Presenze                                                                   | 63                                                                         |                                                                            | Reti                                                                       | 0                                                                          |                                                                            |

## Palmarès

### Club
Coppa d'Inghilterra: 1 
Everton: 1965-1966

### Nazionale
Campionato mondiale: 1 
Inghilterra 1966